# Sindrome camptomelica
La sindrome camptomelica, a volte descritta come displasia camptomelica o, con una trascrizione differente, sindrome campomelica, è un disordine genetico umano. Il termine camptomelico o campomelico si riferisce all'insolita curvatura che si nota in alcune ossa lunghe, principalmente tibia e femore (dal greco campto, piegare, e melos, estremità), caratteristica di questo disordine.
Una mutazione nella codifica del gene per il fattore di trascrizione Sox9, localizzato sul cromosoma 17 in posizione 17q24, determina la sindrome camptomelica, la quale si caratterizza per anomalie delle vertebre e della colonna vertebrale, così come per la forma anomala delle ossa lunghe. Il fattore Sox9 controlla la trascrizione del collagene di tipo II e del proteoglicano aggrecano. In più, Sox9 è coinvolto nel differenziamento sessuale del feto, poiché agisce insieme al fattore steroidogenico di tipo I alla regolazione della trascrizione del gene che codifica per il fattore antimulleriano (AMH).